# Australoechemus vickyae
Espèce
Australoechemus vickyae est une espèce d'araignées aranéomorphes de la famille des Gnaphosidae.

## Distribution
Cette espèce est endémique de l'île de l'Ascension.

## Description
Le mâle holotype mesure 6,17 mm et la femelle paratype 8,27 mm, les mâles mesurent de 6,17 à 7,37 mm et les femelles de 8,25 à 9,24 mm.

## Systématique et taxinomie
Cette espèce a été décrite par Sherwood, Marusik, Sharp et Ashmole en 2023.

## Étymologie
Cette espèce est nommée en l'honneur de Vicky Wilkins. 

## Publication originale
- Sherwood, Marusik, Sharp & Ashmole, 2023 : « A survey of Gnaphosidae (Arachnida, Araneae) from Ascension Island with description of a new species of Australoechemus Schmidt & Piepho, 1994. » African Invertebrates, vol. 96, no 3, p. 291-302 (texte intégral).